# Гилкрайст (окръг, Флорида)
Окръг Гилкрайст (на английски: Gilchrist County) е окръг в щата Флорида, Съединени американски щати. Площта му е 919 km², а населението - 14 437 души (2000). Административен център е град Трентън.